# هنگ ۱۵۶۲۷
سیارک ۱۵۶۲۷ (به انگلیسی: 15627 Hong، نامگذاری:2000HW52) پانزده هزار و ششصد و بیست و هفتمین سیارک کشف شده‌است که در ۲۹ آوریل ۲۰۰۰ کشف شد.
قدر مطلق سیارک برابر ۲۰.۴ است.